# Андре Ленотр
Андре́ Лено́тр (фр. André Le Nôtre; 12 березня 1613 — 15 вересня 1700) — французький ландшафтний архітектор, майстер садово-паркового мистецтва світового рівня (королівські парки в Версалі, Фонтенбло, Тюїльрі, Гринвічі). Засновник так званого «французького» парку, регулярного типу. Автор першого визначного французького парку в замку Во-ле-Віконт.

## Походження

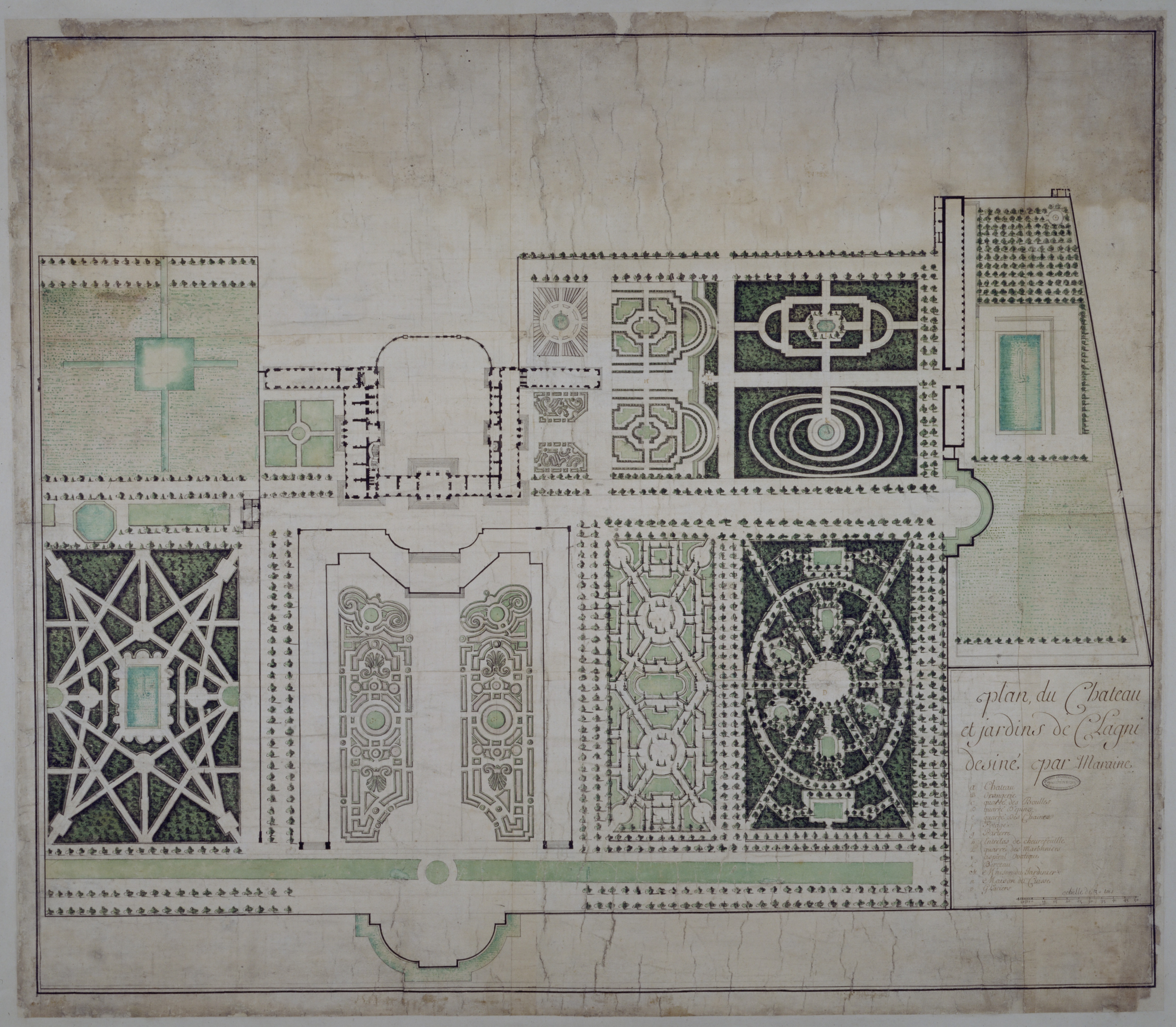
Ленотр Андре. План замку і парку в Кланьї (зруйновано)

Син Жана Ленотра, що був головним садівником у Тюїльрі при королі Франції Людовику XIII. Мав намір стати художником і розпочав навчання у Симона Вуе, відомого майстра бароко, стиль якого був офіційним, урочистим, але холодним. Андре не виказав великого хисту до живопису, що врятувало цю талановиту особу для садівництва. 1637 року він стане королівським малювальником (дизайнером, ландшафтним архітектором) планів садів бароко. Так у 24 роки Андре став наглядачем і садівником Тюїльрі після передчасної смерті батька.

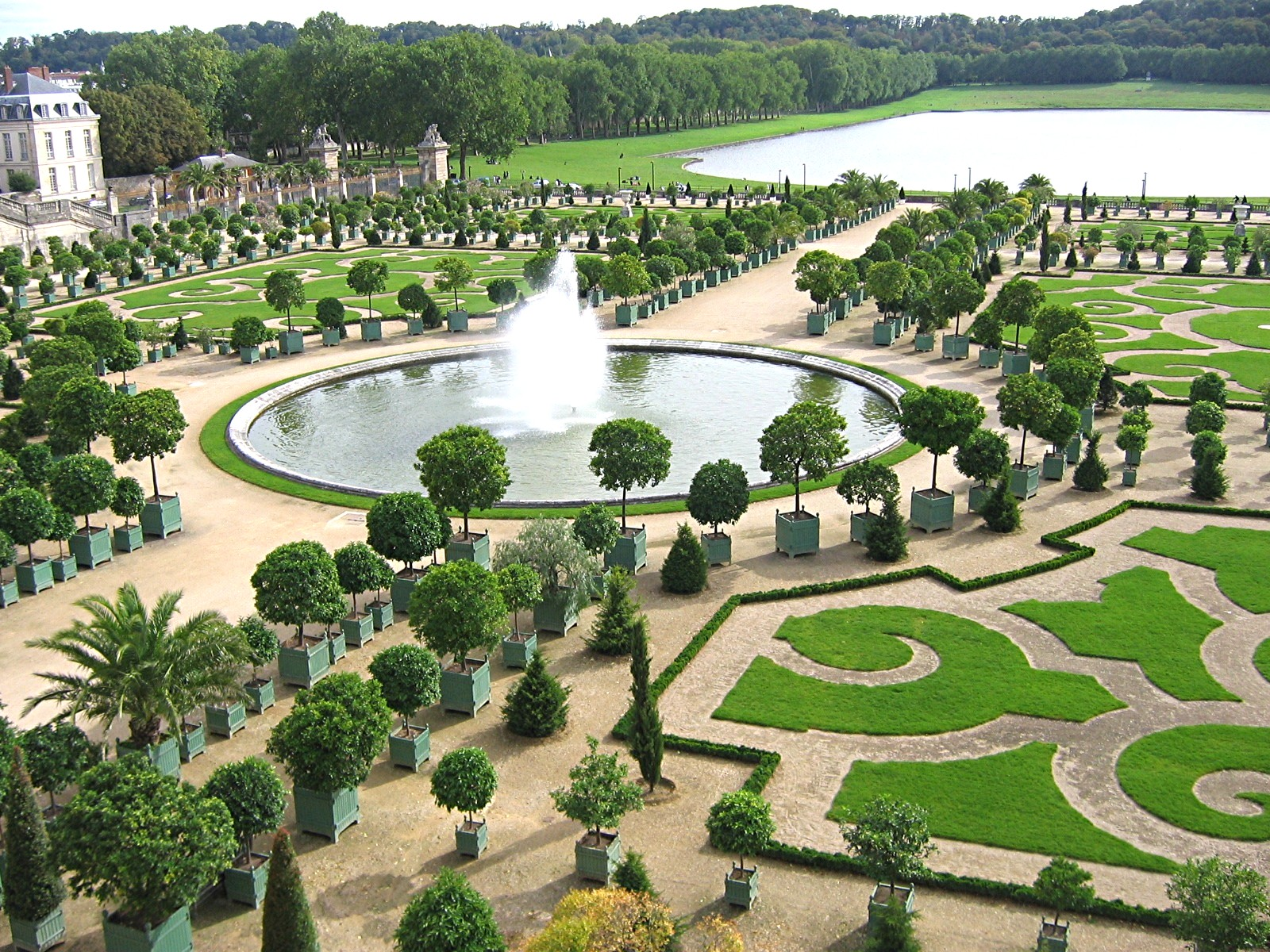
Версальський парк — типовий для французького паркового мистецтва

Аби добре опанувати садівництво, Андре вивчав посібник королівського садівника Клода Першого Мольє «Сад радощів». Є відомості, що він здійснив подорож до Італії, де вивчав зразки парків доби Відродження та бароко.
Ленотр добре засвоїв уроки італійських майстрів. Але пішов далі, творчо використовуючи надбання садівництва Італії і Франції.
Незважаючи на повагу до симетрії, Ленотр міг творити плани асиметричні, як це видно на плані садів замку Кланьї. Осьова побудова добре визначена лише в парадному партері та замку, що повторював планове рішення палацу в Версалі.

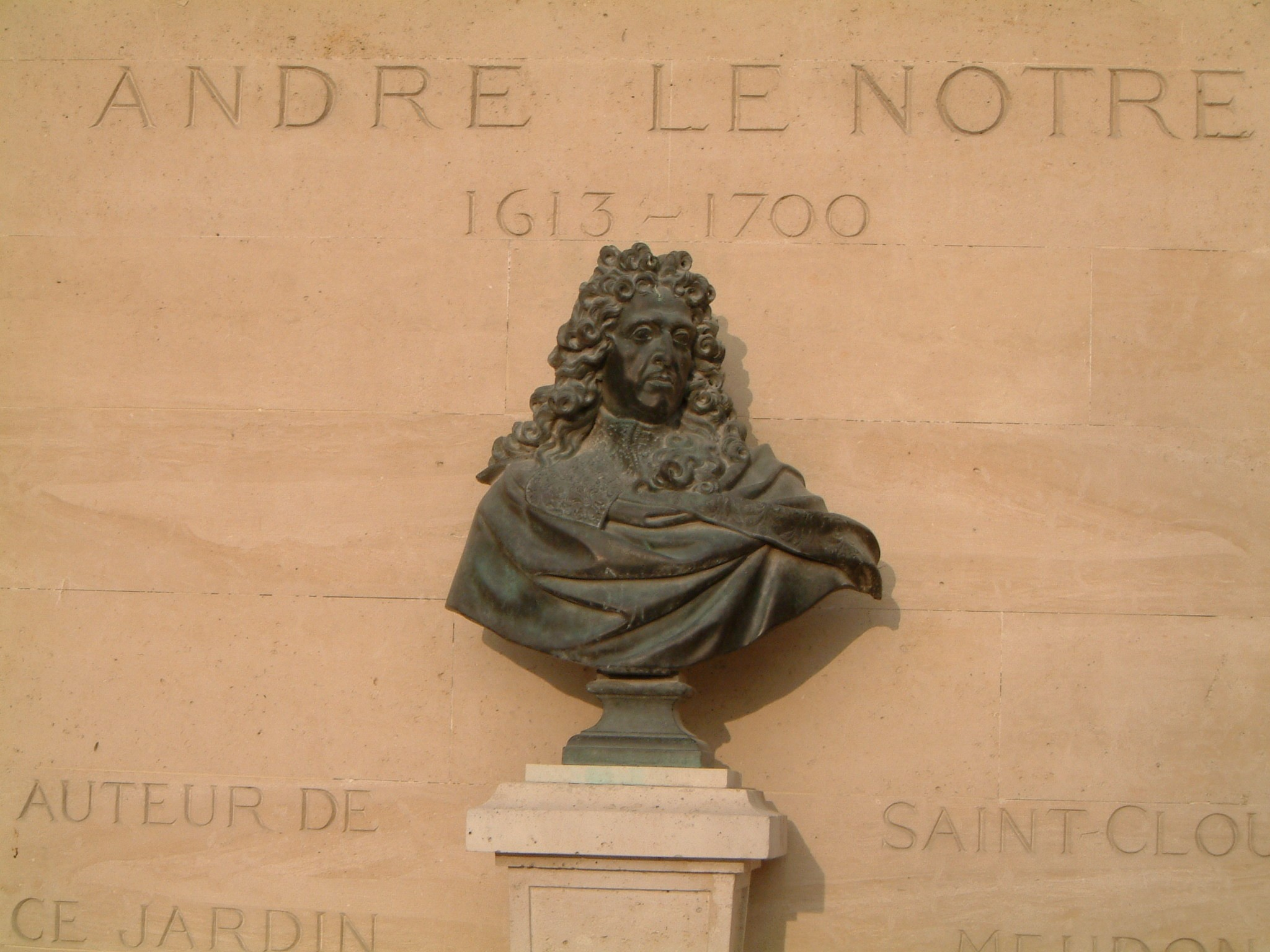
Погруддя Ленотра в саду Тюільрі
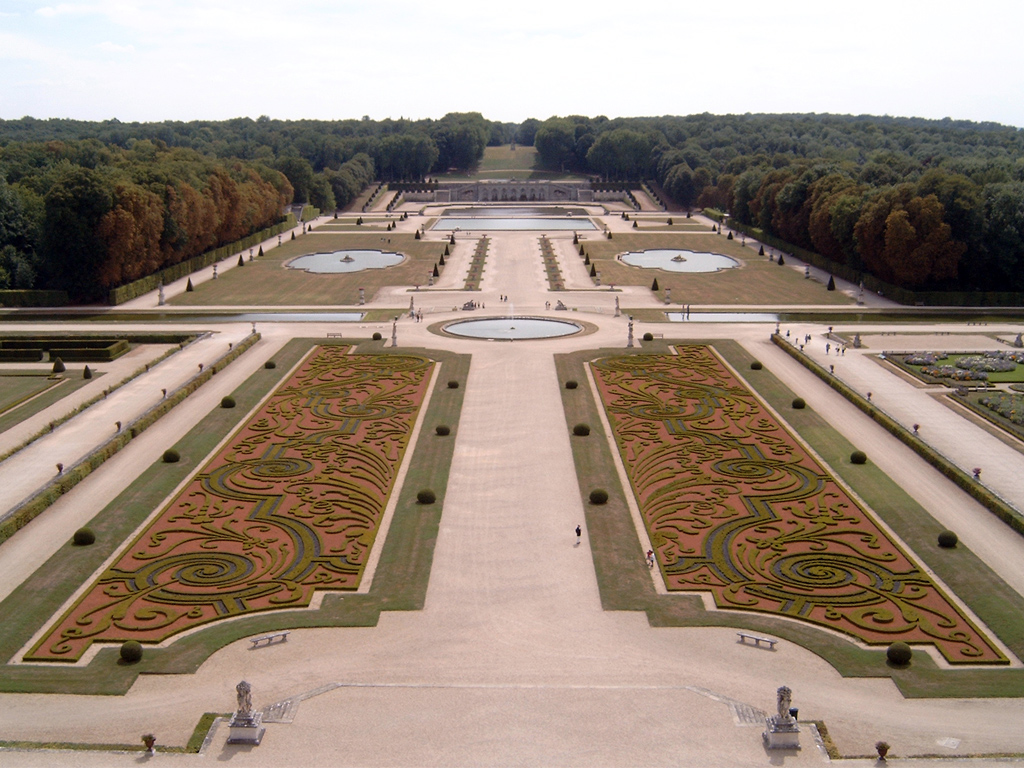
(Vaux-le-Vicomte) партер в саду Во-ле-Віконт.
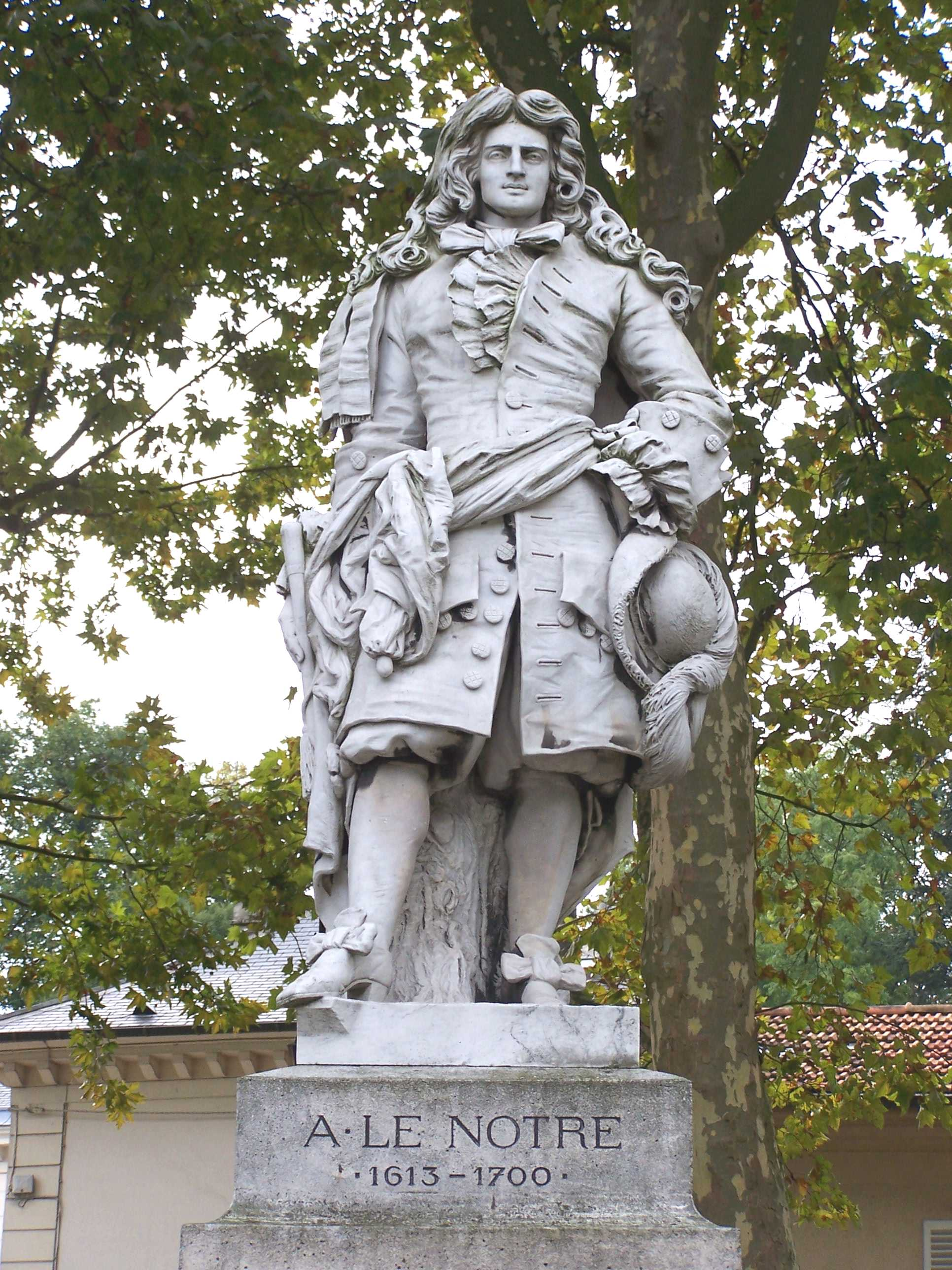
Скульптура Ленотра в Версальському парку.

## Андре Ленотр— геній садівництва Франції 17 ст
Андре (1613—1700) — сам син ландшафтного архітектора Жана Ленорта, головного садівника Тюїльри при Людовику XIII. Після відвідання Італії, де він вивчав досвід садівників, Ленотр зауважив різницю в рельєфі Італії і Франції. Сади італійців розплановані на терасах і активно використовують струмки для утворення каскадів, фонтанів. Рельєф в місцинах Франції, де працював Лєнотр, спокійніший, а декор садів стриманий, але з активним втручанням в рослинність (вистригання візерунків в буксусі та геометричних фігур, широке застосування різних партерів — сухих, квіткових, водяних).
Ленотр виробив свій варіант парку, що мав широке поширення в магнатських садибах. Першим досконалим взірцем такого саду-парку став парк біля палацу Во-ле-Віконт, що належав багатію Ніколя Фуке. Садово-парковий ансамбль у Во-ле-Віконт був настільки новим і вдалим, що спричинив арешт Ніколя Фуке і конфіскацію майна вередливим королем Людовіком XIV. Андре Ленотра примусово перевели у Версаль, де розпочалася масштабна розбудова резиденції короля Франції.
Окрім первісного плану Версальського парку, Ленотр встиг створити парки в Фонтенбло, Шантійї. Мав він також замовників з-за кордону. Королівська родина Англії замовила йому плани Сент-Джеймського та Гринвіцького парків у Лондоні. Принципи садово-паркового мистецтва, вироблені Ленотром, панували в садівництві до середини 18 століття у різних країнах Європи.
Учень Андре Ленотра — Александр Леблон (1679—1719).

## Головні проєкти
- парк в замку Во-ле-Віконт
- парк в Версалі
- парк в Шантійї
- парк в Фонтенбло
- парк в містечку Со (на південь біля Версаля) для міністра фінансів Жана-Батиста Кольбера
- нові частини парку в замку Сен-Жермен-ан-Ле, Париж
- проєкт парку поряд з Сент-Джеймськім палацом, Лондон
- проєкт парку в Гринвічі, Британія.

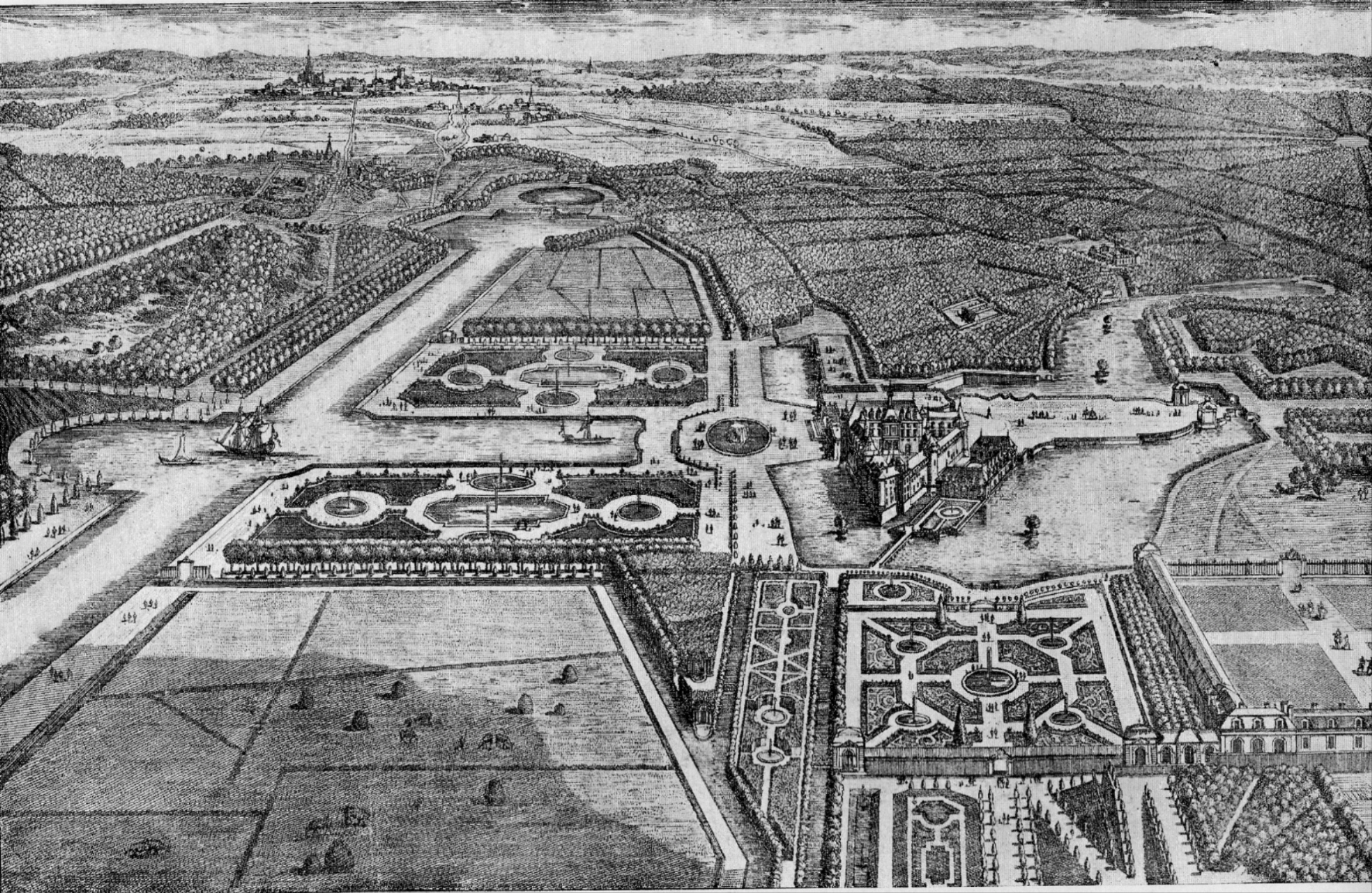
(Chantilly) Шантійї на давній гравюрі
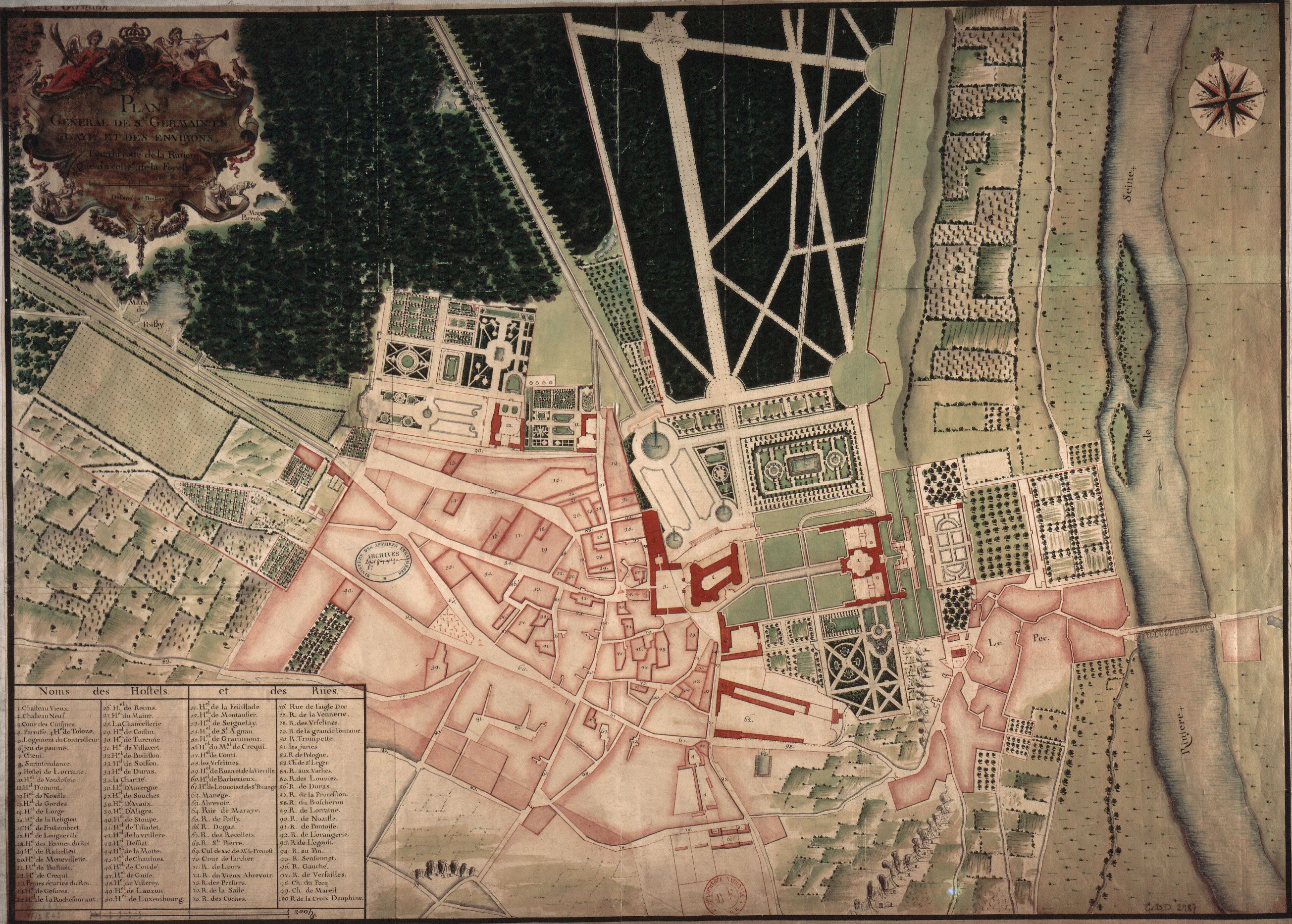
План замку і парку в Сен-Жермен-ан-Ле
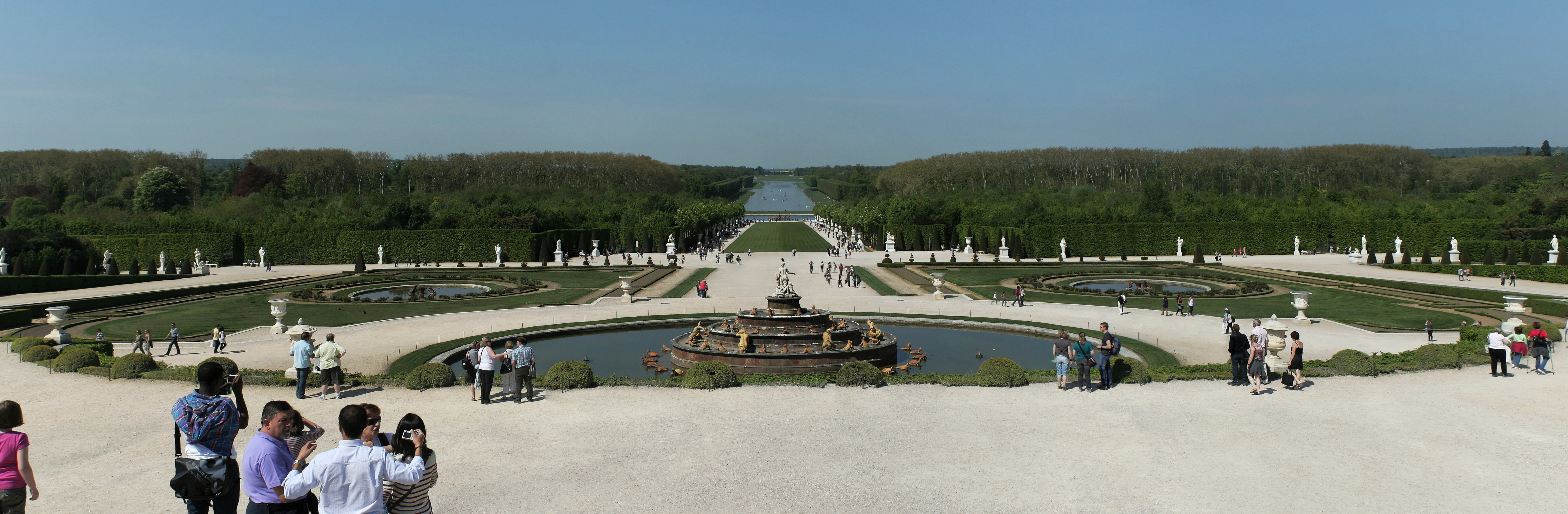
Версаль

## Учні Андре Ленотра
Великий авторитет та чимала кількість замовлень спричинили появу учнів у Ленотра. Подейкують, що він не полюбляв партери і частково цю роботу виконували учні. Серед них :
- Лакінтіні (нар. 1626 р.)
- Дего
- Дезале Держанвіль
- Д. Житар

Приємною особливістю учнів Андре Ленотра була неповторність, індивідуальність художніх манер. Відомо, що ніхто з учнів Ленотра не став повторювати нібито успішний зразок парку в Версалі. Копіювали Версальські плани здебільшого в Німеччині. Але дослідники вважають, що задумів Ленотра в Німеччині так і не збагнули, копіювання було суто зовнішнім і фіксованим на деталях.
Дезале Держанвіль до того ж став автором найкращого на той час підручника зі створення регулярних садів «La theorie et la pratique du jardinage». Малюнки до підручника створив Жан Батіст Александр Леблон. Коли той після смерті Людовика XIV залишиться без замовлень, його запросить на роботи в новоспоруджений Петербург цар Московії Петро І. Так немолодий Леблон перебрався до Петербурга, де пропрацював три роки й помер. Але він встиг надзвичайно підняти рівень креслень регулярних садів в Петербурзі. Похований в Петербурзі, могила не збережена.